# گیورگی مارکوف (وزنه‌بردار)
گیورگی مارکوف (بلغاری: Георги Марков؛ زادهٔ ۱۲ مارس ۱۹۷۸) وزنه‌بردار اهل بلغارستان است.
وی در مسابقات کشوری و بین‌المللی در مجموع برندهٔ ۳ مدال طلا، ۳ مدال نقره، ۲ مدال برنز شده‌است.